# Hooilandsatijnzwam
De hooilandsatijnzwam (Entoloma calthionis) is een schimmel behorend tot de familie Entolomataceae. Hij leeft saprotroof in onbemeste hooilanden en in schrale duingraslanden.

## Kenmerken

### Uiterlijke kenmerken
Hoed
De paddenstoel heeft een hoed van 12-28 mm breed die conisch, bolvormig of plat kan zijn, soms met een umbo in het midden. Bij vochtig weer is hij bleekbruin en oranje getint, met grijzig bruine strepen. Bij droogte wordt hij licht oker-grijs en zijdezacht met radiale rimpels. 
Lamellen
De lamellen zijn wit en worden uiteindelijk licht vleeskleurig, sterk gegroefd en vrij van de steel. 
Steel
De steel is slank, cilindrisch, tot 47 mm lang en 3,5 mm breed, verbreedt naar de basis, hol van binnen, grijsachtig of geelachtig, met strepen en witte pluizige toppen, en licht wollig aan de onderkant.
Geur en smaak
Het vlees is dun, broos-vezelig, en heeft dezelfde kleur als het oppervlak. Het ruikt en smaakt licht weeïg.

### Microscopische kenmerken
De sporen meten ongeveer (8,5-) 9-10,6 (-11,5) × 7,2-8,5 (-9,0) micrometer en zijn scherp hoekig met 5-6 kanten. De basidia zijn 4-sporig en knotsvormig. Er zijn geen cystidia aanwezig. De hyfen van het lamellaire trama zijn cilindrisch, taps toelopend naar de afscheidingen, en variëren van 200-350 × 11-15 micrometer. De hoedhuid is droog, enigszins gedifferentieerd, met hyfen van 2-5 micrometer breed. De hoedtrama heeft cilindrische hyfen van 7-17,5 micrometer breed. Het pigment bevindt zich binnen de cellen en is lichtbruin. Er zijn vaak gespen aan de basis van de basidia, maar ze ontbreken in de trama.

## Ecologie
Deze paddenstoel groeit in Calthion op drassige grond. 

## Verspreiding
In Nederland komt deze paddenstoel zeer zeldzaam voor. Hij staat op de rode lijst in de categorie 'Bedreigd'. De typevondst werd gedaan op 12 mei 1977 in Taarlo, Nederland.